# Anzhelina Shvachka
Anzhelina Shvachka   (Dniprò, 17 de juliol de 1971) és una cantant mezzosoprano d'òpera ucraïnesa. És solista principal de l'Òpera Nacional d'Ucraïna a Kíev, on va començar a treballar el 1997.

## Trajectòria
Shvachka va néixer a Dnipro, Ucraïna. És la guanyadora del premi Klaudia Taev Competition l'any 2005. Després d'això, va ser convidada a actuar nombroses vegades amb el Festival Internacional de Música d'Òpera de Pärnu PromFest a Estònia i a l'estranger. Alguns papers destacats van ser el paper principal a Carmen (2007), Lyubasha a La núvia del tsar (2013), Amneris a Aida (2015).
Va gravar Prince Igor amb l'⁣Orquestra Simfònica de la NRCU sota Theodore Kuchar el 2005, i el Rèquiem d'Èdip de Robert Ian Winstin amb la Filharmònica de Kíev el 2007.